# Campeonato Mundial de Hóquei no Gelo de 1971
O Campeonato Mundial de Hóquei no Gelo de 1971 foi a 38ª edição do torneio. 22 países participaram em 3 diferentes divisões ou Grupos::
Grupo A na Suíça (Berna e Genebra), 19 de março a 3 de abril de 1971
Grupo B na Suíça (Berna, Genebra, La Chaux-de-Fonds e Lyss),  a 14 de março de 1971
Grupo C na Holanda, 26 de fevereiro a 7 de março de 1971
Um total de 22 países participaram do campeonato. O torneio do Grupo A foi composto pelas seis melhores seleções, jogando em turno e returno pelo campeonato mundial amador. Os times #7-#14 participaram do Grupo B, com o melhor destes sendo promovido ao Grupo A de 1972, enquanto os dois últimos foram rebaixados para o Grupo C de 1972. Os oito piores times participaram do Grupo C, com os dois melhores sendo promovidos ao Grupo B de 1972.
Esse foi o último torneio internacional em que os goleiros não precisaram usar máscaras de rosto.

## Fase Classificatória (A/B)
O torneio do Grupo A foi disputado em Berna e Genebra, Suíça, de 19 de março a 3 de abril de 1971. A Alemanha Oriental desistiu de participar. A Alemanha Ocidental participou após passar por um mata-mata de dois jogos em novembro de 1970 contra a Polônia.
 Alemanha -   Polônia 6:3 (2:0, 3:2, 1:1)
8 de novembro de 1970 - Munique
 Polônia  -  Alemanha 4:4 (2:0, 2:0, 0:4)
12 de novembro de 1970 - Łódź

## Campeonato Mundial Grupo A (Suíça)
| 38. | Campeonato Mundial | URS  | TCH  | SWE  | FIN  | GER   | USA   | V | E | D | GP-GV | Pts. |
| 1.  | União Soviética    | ***  | 3:3* | 8:0* | 8:1* | 11:2* | 10:2* | 8 | 1 | 1 | 77:24 | 17   |
| 2.  | Tchecoslováquia    | 5:2  | ***  | 5:6* | 5:0* | 9:1*  | 1:5*  | 7 | 1 | 2 | 44:20 | 15   |
| 3.  | Suécia             | 3:6  | 1:3  | ***  | 1:1* | 7:2*  | 4:2*  | 5 | 1 | 4 | 29:33 | 11   |
| 4.  | Finlândia          | 1:10 | 2:4  | 1:2  | ***  | 4:3*  | 7:4*  | 4 | 1 | 5 | 31:42 | 9    |
| 5.  | Alemanha           | 2:12 | 0:4  | 2:1  | 2:7  | ***   | 7:2*  | 2 | 0 | 8 | 22:62 | 4    |
| 6.  | Estados Unidos     | 5:7  | 0:5  | 3:4  | 3:7  | 5:1   | ***   | 2 | 0 | 8 | 31:53 | 4    |

Pelo nono ano seguido, a União Soviética venceu o Campeonato Mundial, embora a Tchecoslováquia tenha vencido o 49º Campeonato Europeu,já que a derrota na abertura dos tchecos contra os americanos não contou para a classificação europeia. Os EUA foram rebaixados para o Grupo B de 1972.
| 49. | Campeonato Europeu | URS  | TCH  | SWE  | FIN  | GER   | V | E | D | GP-GC | Pts. |
| 1.  | Tchecoslováquia    | ***  | 5:2* | 5:6* | 5:0* | 9:1*  | 6 | 1 | 1 | 38:15 | 13   |
| 2.  | União Soviética    | 3:3  | ***  | 8:0* | 8:1* | 11:2* | 6 | 1 | 1 | 60:17 | 13   |
| 3.  | Suécia             | 3:6  | 1:3  | ***  | 1:1* | 7:2*  | 3 | 1 | 4 | 21:28 | 7    |
| 4.  | Finlândia          | 1:10 | 2:4  | 1:2  | ***  | 4:3*  | 2 | 1 | 5 | 17:35 | 5    |
| 5.  | Alemanha           | 2:12 | 0:4  | 2:1  | 2:7  | ***   | 1 | 0 | 7 | 14:55 | 2    |

 Tchecoslováquia –  Estados Unidos	1:5   (1:3, 0:1, 0:1)
19 de março de 1971 – Berna

Artilheiros: Nedomanský – Riutta 2, Konik, Patrick, Boucha.

Árbitros: Dahlberg (SWE), Ehrensperger (SUI)	
 União Soviética –   Alemanha  11:2 (2:2, 3:0, 6:0)
19 de março de 1971 – Berna

Artilheiros: Mišakov 3, Petrov 2, Vikulov 2, Firsov, Malcev, Zimin, Martiňuk - Alois Schloder,  Philipp.
 Estados Unidos –   Suécia  2:4 (1:1, 1:1, 0:2)
20 de março de 1971 – Berna

Artilheiros: Boucha, Falkman - Wickberg 2, Sterner, Lindberg

 Alemanha –  Finlândia   3:4 (1:2, 1:1, 1:1)
20 de março de 1971 – Berna

Artilheiros: Hanig, Kuhn, Philipp – Oksanen 2, Ketola, Isaksson.
 Tchecoslováquia –   Suécia	5:6   (1:2, 2:0, 2:4)
21 de março de 1971 – Berna

Artilheiros: Hlinka 3, Nedomanský, Panchártek – Lundström 2, Hammarström, Nilsson, Norlander, Sterner.

Árbitros: Bader (GER), Ehrensperger (SUI)	
 Finlândia –  União Soviética 1:8 (1:1, 0:2, 0:5)
21 de março de 1971 – Berna

Artilheiros: Koskela - Malcev 2, Petrov 2, Davydov, Vikulov, Firsov, Michajlov.
 Tchecoslováquia –  Alemanha 	9:1  (1:0, 3:1, 5:0)
22 de março de 1971 – Berna

Artilheiros: B. Šťastný 2, Kochta, Farda, Černý, Martinec, Horešovský, Jiří Holík, Pospíšil – Eimansberger.

Árbitros: Gagnon (USA), Sillankorva (FIN)		
 União Soviética –  Estados Unidos  10:2 (1:0, 7:1, 2:1)
22 de março de 1971 – Berna

Artilheiros: Vikulov 2, Staršinov 2, Mišakov 2, Lutčenko, Firsov, Malcev, Charlamov – Sheehy, Christiansen.
 Alemanha –  Suécia  2:7 (0:3, 1:2, 1:2)
23 de março de 1971 – Berna

Artilheiros: Alois Schloder, Philipp – Nordlander, Abrahamsson, Wickberg, Lundström,  Lindberg, Stig-Göran Johansson, Hammarchtröm.
 Estados Unidos –  Finlândia  4:7 (0:2, 3:3, 1:2)
23 de março de 1971 – Berna

Artilheiros: Gambucci 2, McElmury, Patrick – Marjamäki, Esa Peltonen, Vehmanen,  Linnonmaa, Lindström, Oksanen, Koskela.
 Finlândia –  Suécia  1:1 (1:0, 0:0, 0:1)
24 de março de 1971 – Berna

Artilheiros: Ketola – Nordlander.
 Tchecoslováquia –  União Soviética 	3:3   (1:1, 1:1, 1:1)
24 de março de 1971 – Berna

Artilheiros: Novák, Nedomanský, Kochta – Martyňuk, Firsov, Petrov.

Árbitros: Wycsik (POL), Ehrensperger (SUI)	
 Estados Unidos –  Alemanha  2:7 (0:2, 1:3, 1:2)
25 de março de 1971 – Berna

Artilheiros: Christiansen, Boucha – Hofherr 2, Philipp 2, Völk, Hanig, Kuhn.
 Suécia –  União Soviética 0:8 (0:4, 0:1, 0:3)
26 de março de 1971 – Berna

Artilheiros: Firsov 4, Michajlov 2, Petrov, Martiňuk.
 Tchecoslováquia –  Finlândia 	5:0   (0:0, 3:0, 2:0)
26 de março de 1971 – Berna

Artilheiros: Farda, Novák, Nedomanský, Kochta, Jiří Holík.

Árbitros: Bader (GER), Dämmerich (GDR)	
 Tchecoslováquia –  Estados Unidos 	5:0   (0:0, 3:0, 2:0)
27 de março de 1971 – Genebra

Artilheiros: Černý, Pospíšil, Bubla, Novák, Farda.

Árbitros: Karandin (URS), Gerber (SUI)		

 Alemanha –  União Soviética 2:12 (1:1, 0:7, 1:4)
27 de março de 1971 – Genebra

Artilheiros: Alois Schloder, Modes – Lutčenko, Vikulov, Malcev 2, Firsov, Charlamov 2,  Michajlov, Zimin, Šadrin 3.
 Suécia –  Estados Unidos  4:3 (1:0, 1:3, 2:0)
28 de março de 1971 – Genebra

Artilheiros: Lundström 2, Nilsson, Palmqvist – Gambucci 2, Boucha.
 Finlândia –  Alemanha 7:2 (3:0, 0:1, 4:1)
28 de março de 1971 – Genebra

Artilheiros: Repo, Järn, Erkki Mononen, Murto, Lauri Mononen, Marjamäki, Vehmanen – Bernd Kuhn, Egger.
 União Soviética –  Finlândia  10:1 (5:1, 1:0, 4:0)
29 de março de 1971 – Genebra

Artilheiros: Malcev 2, Michajlov, Petrov, Martiňuk, Staršinov, Ragulin, Firsov,  Šadrin 2 – Koskela.
 Tchecoslováquia –  Suécia 	3:1   (1:0, 1:0, 1:1)
29 de março de 1971 – Genebra

Artilheiros: Černý, Suchý, Kochta – Bergman.

Árbitros: Karandin (URS), Ehrenberger (SUI)	
 Tchecoslováquia –  Alemanha  	4:0   (1:0, 1:0, 2:0)
30 de março de 1971 – Genebra

Artilheiros: Černý 2, Nedomanský, Martinec.

Árbitros: Sillankorva (FIN), Gerber (SUI)		
 Estados Unidos –  União Soviética  5:7 (1:1, 2:5, 2:1)
30 de março de 1971 – Genebra

Artilheiros: Gambucci 2, Christiansen, Mellor, Boucha – Romiševskij, Malcev, Kuzkin,  Michajlov, Martiňuk, Šadrin, Mišakov.
 Suécia –  Alemanha  1:2 (1:0, 0:2, 0:0)
31 de março de 1971 – Genebra

Artilheiros: Palmqvist – Schneitberger, Hanig.
 Finlândia –  Estados Unidos  7:3 (1:1, 3:1, 3:1)
31 de março de 1971 – Genebra

Artilheiros: Ketola 3, Koskela 2, Luojola, Oksanen - D.Ross, McElmury, Boucha.
 Suécia –  Finlândia  2:1 (0:0, 2:0, 0:1)
1 de abril de 1971 – Genebra

Artilheiros: Svedberg, Pettersson – Koskela.
 Tchecoslováquia –  União Soviética 	5:2   (1:1, 1:1, 3:0)
1 de abril de 1971 – Genebra

Artilheiros: Nedomanský, Suchý, Horešovský, B. Šťastný, Farda – Malcev, Charlamov.

Árbitros: Wycisk (POL), Ehrensperger (SUI)	

 Alemanha –  Estados Unidos  1:5 (0:1, 0:4, 1:0)
2 de abril de 1971 – Genebra

Artilheiros: Hofherr – Gambucci, Patrick, Boucha, Ahearn, Christiansen.
 Tchecoslováquia –  Finlândia 	4:2   (2:1, 1:1, 1:0)
3 de abril de 1971 – Genebra

Artilheiros: Nedomanský 2, B. Šťastný, Hlinka – Murto, Linnonmaa.

Árbitros: Wycisk (POL), Ehrensperger (SUI)	
 União Soviética –  Suécia 6:3 (2:1, 0:2, 4:0)
3 de abril de 1971 – Genebra

Artilheiros: Firsov, Petrov, Michajlov, Lutčenko, Charlamov, Kuzkin – Håkan Wickberg,  Tord Lundström, Håkan Pettersson.

## Estáticas do Grupo A e Elencos
|    | Maiores Pontuadores | Gols | Assistências | Pontos |
| -- | ------------------- | ---- | ------------ | ------ |
| 1. | Anatoli Firsov      | 10   | 9            | 19     |
| 2. | Valeri Kharlamov    | 5    | 12           | 17     |
| 3. | Alexander Maltsev   | 10   | 6            | 16     |
| 4. | Vladimir Petrov     | 8    | 3            | 11     |
| 5. | Boris Mikhailov     | 7    | 3            | 10     |
| 5. | Gary Gambucci       | 7    | 3            | 10     |

| Melhor Goleiro  | Jiří Holeček           |
| Melhor Defensor | Jan Suchý Ilpo Koskela |
| Melhor Atacante | Anatoli Firsov         |

Seleção do Campeonato
| Gol          | Jiří Holeček      |
| Defesa       | Ilpo Koskela      |
| Defesa       | Jan Suchý         |
| Asa Esquerda | Anatoli Firsov    |
| Centro       | Alexander Maltsev |
| Asa Direita  | Vladimir Vikulov  |

1.  União Soviética

Goleiros: Viktor Konovalenko, Vladislav Tretiak.

Defensores: Vladimir Lutčenko, Alexandr Ragulin, Vitalij Davidov, Viktor Kuzkin, Igor Romiševskij, Jurij Ljapkin.

Atacantes: Boris Michajlov, Vladimir Petrov, Valerij Charlamov, Vladimir Vikulov, Alexandr Malcev, Anatolij Firsov, Alexandr Martyňuk, Jevgenij Mišakov, Vjačeslav Staršinov, Vladimir Šadrin, Gennadij Cygankov, Jevgenij Zimin.

Treinadores: Arkadij Černyšev, Anatolij Tarasov.

2.  Tchecoslováquia

Goleiros: Jiří Holeček, Marcel Sakač.

Defensores: Jan Suchý, František Pospíšil, Oldřich Machač,  František Panchártek, Josef Horešovský, Rudolf Tajcnár, Jiří Bubla.

Atacantes: Jan Havel, Václav Nedomanský, Jiří Holík, Eduard Novák, Richard Farda, Josef Černý, Vladimír Martinec, Ivan Hlinka, Bohuslav Šťastný, Jiří Kochta, Bedřich Brunclík.

Treinadores: Jaroslav Pitner, Vladimír Kostka.
3.  Suécia

Goleiros: Christer Abrahamsson, Leif Holmqvist, William Löfqvist.

Defensores: Arne Carlsson, Lennart Svedberg, Thommy Abrahamsson, Bert-Ola Nordlander, Thommie Bergman,  Kjell-Rune Milton, Gunnar Andersson.

Atacantes: Inge Hammarström, Stig-Göran Johansson, Stefan Karlsson, Hans Lindberg, Tord Lundström, Lars-Göran Nilsson, Håkan Nygren, Björn Palmqvist, Håkan Pettersson,  Ulf Sterner, Håkan Wickberg.

Treinador: Arne Strömberg.
4.  Finlândia

Goleiros: Urpo Ylönen, Jorma Valtonen.

Defensores: Ilpo Koskela, Seppo Lindström, Hannu Luojola, Heikki Järn, Pekka Marjamäki, Jauko Öystilä.

Atacantes: Lauri Mononen, Erkki Mononen, Seppo Repo, Esa Isaksson, Jorma Vehmanen, Lasse Oksanen, Tommi Salmelainen, Veli-Pekka Ketola, Harri Linnonmaa, Matti Murto, Esa Peltonen, Juhani Tamminen.

Treinadores: Seppo Liitsola, Matias Helenius.
5.  Alemanha

Goleiros: Anton Kehle, Josef Schramm.

Defensores: Hans Schichti, Rudolf Thanner, Josef Völk, Paul Langer, Otto Schneidberger, Riedmeier,  Modes.

Atacantes: Alois Schloder, Gustav Hanig, Bernd Kuhn, Anton Hofherr, Rainer Phillip, Lorenz Funk, Johann Eimannsberger, F. Hofherr, Karl-Heinz Egger, Heinz Weisenbach, Ego.

Treinador: Gerhard Kiessling.	
6.  Estados Unidos

Goleiros: Carl Wetzel, Mike Curran, Dick Tomasoni.

Defensores: George Konik, Jim McElmury, Don Ross, Bruce Riutta, Tom Mellor, Dick McGlynn.

Atacantes: Henry Boucha, Gary Gambucci, Craig Patrick, Craig Falkman, Keith Christiansen, Tim Sheehy, Leonard Lilyholm, Kevin Ahearn, Bob Lindberg, Paul Schilling, Pete Fichuk, Richard Toomey.

Treinador: Murray Williamson.

## Campeonato Mundial Grupo B (Suíça)
|     |                   | SUI | POL | GDR  | NOR  | JPN  | YUG | AUT  | ITA  | V | E | D | GP-GC | pts. |
| 7.  | Suíça             | *** | 4:4 | 3:1  | 3:2  | 4:1  | 8:5 | 4:1  | 5:0  | 6 | 1 | 0 | 31:14 | 13   |
| 8.  | Polônia           | 4:4 | *** | 7:4  | 8:1  | 4:6  | 4:0 | 3:2  | 6:2  | 5 | 1 | 1 | 36:19 | 11   |
| 9.  | Alemanha Oriental | 1:3 | 4:7 | ***  | 8:4  | 9:4  | 5:3 | 11:3 | 11:0 | 5 | 0 | 2 | 49:24 | 10   |
| 10. | Noruega           | 2:3 | 1:8 | 4:8  | ***  | 10:6 | 6:3 | 7:2  | 7:2  | 4 | 0 | 3 | 37:32 | 8    |
| 11. | Japão             | 1:4 | 6:4 | 4:9  | 6:10 | ***  | 6:7 | 6:2  | 4:4  | 2 | 1 | 4 | 33:40 | 5    |
| 12. | Iugoslávia        | 5:8 | 0:4 | 3:5  | 3:6  | 7:6  | *** | 3:1  | 4:4  | 2 | 1 | 4 | 25:34 | 5    |
| 13. | Áustria           | 1:4 | 2:3 | 3:11 | 2:7  | 2:6  | 1:3 | ***  | 6:0  | 1 | 0 | 6 | 17:34 | 2    |
| 14. | Itália            | 0:5 | 2:6 | 0:11 | 2:7  | 4:4  | 4:4 | 0:6  | ***  | 1 | 0 | 6 | 12:43 | 2    |

- Suíça promovida para o Torneio do Grupo A de 1972; Áustria e Itália rebaixadas para o Torneio do Grupo C.

 Noruega –  Iugoslávia  6:3 (2:0, 2:1, 2:2)
5 de março de 1971 – Berna
 Polônia –  Itália  6:2 (2:0, 2:1, 2:1)
5 de março de 1971 – Berna
 Alemanha Oriental –   Japão  9:4 (0:1, 4:1, 5:2)
5 de março de 1971 – Berna
 Suíça  –  Áustria  4:1 (2:0, 1:0, 1:1)
5 de março de 1971 – Lyss
 Iugoslávia –  Áustria   3:1 (2:0, 1:1, 0:0)
6 de março de 1971 – Berna
 Itália –  Japão  4:4 (1:0, 0:2, 3:2)
6 de março de 1971 – Berna
 Suíça –  Noruega  3:2 (0:1, 2:0, 1:1)
6 de março de 1971 – Lyss
 Polônia –  Alemanha Oriental  7:4 (3:0, 1:4, 3:0)
7 de março de 1971 – Berna
 Noruega –  Itália  7:2 (2:1, 3:1, 2:0)
8 de março de 1971 – Berna
  Japão –  Áustria   6:2 (2:0, 2:0, 2:2)
8 de março de 1971 – Genebra
 Alemanha Oriental  –  Iugoslávia 5:3 (2:1, 1:1, 2:1)
8 de março de 1971 – Berna
 Suíça –  Polônia 4:4 (2:0, 1:3, 1:1)
8 de março de 1971 – La Chaux-de-Fonds
 Alemanha Oriental –  Itália  11:0 (5:0, 1:0, 5:0)
9 de março de 1971 – Berna
 Noruega –  Áustria   7:2 (1:0, 5:0, 1:2)
9 de março de 1971 – Genebra
 Suíça –  Iugoslávia  8:5 (0:1, 3:2, 5:2)
9 de março de 1971 – La Chaux-de-Fonds
  Japão –  Polônia 6:4 (2:0, 1:2, 3:2)
10 de março de 1971 – Lyss
 Alemanha Oriental –  Áustria  11:3 (3:1, 5:1, 3:1)
11 de março de 1971 – Lyss
 Itália –  Iugoslávia 4:4 (2:2, 1:1, 1:1)
11 de março de 1971 – Berna
 Polônia –  Noruega  8:1 (0:0, 5:0, 3:1)
11 de março de 1971 – Berna
 Suíça –   Japão 4:1 (1:0, 3:0, 0:1)
11 de março de 1971 – La Chaux-de-Fonds
 Noruega –   Japão   10:6 (5:1, 0:3, 5:2)
13 de março de 1971 – La Chaux-de-Fonds
 Polônia –  Iugoslávia 4:0 (1:0, 0:0, 3:0)
13 de março de 1971 – Berna
 Áustria  –  Itália 6:0 (1:0, 1:0, 4:0)
13 de março de 1971 – Genebra
 Suíça –  Alemanha Oriental 3:1 (2:0, 0:1, 1:0)
13 de março de 1971 – Berna
 Iugoslávia –   Japão  7:6 (1:2, 5:0, 1:4)
14 de março de 1971 – Berna
 Polônia –  Áustria  3:2 (0:0, 2:0, 1:2)
14 de março de 1971 – Genebra
 Alemanha Oriental –  Noruega 8:4 (1:0, 4:2, 3:2)
14 de março de 1971 – La Chaux-de-Fonds
 Suíça –  Itália  5:0 (2:0, 2:0, 1:0)
14 de março de 1971 – Lyss

## Campeonato Mundial Grupo C (Holanda)
|     |               | ROM  | FRA  | HUN  | GBR  | BUL  | DEN  | NED  | BEL  | V | E | D | GP-GC | Pts. |
| 15. | Romênia       | ***  | 7:1  | 3:3  | 11:2 | 12:3 | 6:2  | 10:2 | 21:0 | 6 | 1 | 0 | 70:11 | 13   |
| 16. | França        | 1:7  | ***  | 8:4  | 6:4  | 2:1  | 5:1  | 9:2  | 18:1 | 6 | 0 | 1 | 49:20 | 12   |
| 17. | Hungria       | 3:3  | 4:8  | ***  | 7:6  | 7:6  | 2:0  | 4:3  | 31:1 | 5 | 1 | 1 | 58:27 | 11   |
| 18. | Reino Unido   | 2:11 | 4:6  | 6:7  | ***  | 5:5  | 5:4  | 7:4  | 18:2 | 3 | 1 | 3 | 47:39 | 7    |
| 19. | Bulgária      | 2:12 | 1:2  | 6:7  | 5:5  | ***  | 4:5  | 7:0  | 11:1 | 2 | 1 | 4 | 36:32 | 5    |
| 20. | Dinamarca     | 1:6  | 1:5  | 0:2  | 4:5  | 5:4  | ***  | 1:3  | 21:1 | 2 | 0 | 5 | 33:26 | 4    |
| 21. | Países Baixos | 2:10 | 2:9  | 3:4  | 4:7  | 0:7  | 3:1  | ***  | 18:0 | 2 | 0 | 5 | 32:38 | 4    |
| 22. | Bélgica       | 0:21 | 1:18 | 1:31 | 2:18 | 1:11 | 1:21 | 0:18 | ***  | 0 | 0 | 7 | 6:138 | 0    |

- Romênia e França promovidos ao Torneio do Grupo B de 1972.

 Hungria –  Bulgária  7:6 (1:0, 4:2, 2:4)
26 de fevereiro de 1971 – Nijmegen
 França –   Romênia 1:7 (0:0, 1:2, 0:5)
26 de fevereiro de 1971 – Utrecht
 Reino Unido –  Bélgica  18:2 (8:0, 4:0, 6:2)
26 de fevereiro de 1971 – Eindhoven
 Países Baixos -  Dinamarca  3:1 (2:0, 0:0, 1:1)
26 de fevereiro de 1971 – Tilburg
 Dinamarca –  Romênia 1:6 (0:0, 0:2, 1:4)
27 de fevereiro de 1971 – Roterdã
 Bélgica –  França  1:18 (0:7, 0:7, 1:4)
27 de fevereiro de 1971 – Utrecht
 Hungria –  Reino Unido  7:6 (3:1, 1:2, 3:3)
27 de fevereiro de 1971 – Tilburg
 Países Baixos –  Bulgária  0:7 (0:4, 0:1, 0:2)
27 de fevereiro de 1971 – Geleen
 França -  Bulgária  2:1 (0:1, 0:0, 2:0)
1 de março de 1971 - Tilburg
 Hungria –  Romênia  3:3 (3:1, 0:0, 0:2)
1 de março de 1971 - Eindhoven
 Dinamarca -  Bélgica  21:1 (8:0, 5:0, 8:1)

1 de março de 1971 - Roterdã
 Países Baixos –  Reino Unido  4:7 (0:3, 3:1, 1:3)
1 de março de 1971 – s-Hertogenbosch
 Reino Unido  –  Dinamarca 5:4 (1:2, 3:2, 1:0)
2 de março de 1971 – Nijmegen
 Hungria –  França  4:8 (2:3, 0:2, 2:3)
2 de março de 1971 – Roterdã
 Bulgária –  Romênia  2:12 (1:2, 1:6, 0:4)
2 de março de 1971 – Utrecht
 Países Baixos –  Bélgica  18:0 (5:0, 8:0, 5:0)
2 de março de 1971 – Eindhoven
 França –  Reino Unido   6:4 (0:1, 4:3, 2:0)
4 de março de 1971 – Groningen
 Dinamarca -  Bulgária  5:4 (0:2, 3:1, 2:1)
4 de março de 1971 – Heerenveen
 Hungria –  Bélgica  31:1 (9:1, 9:0, 13:0)
4 de março de 1971 – s-Hertogenbosch
 Países Baixos –  Romênia  2:10 (2:4, 0:5, 0:1)
4 de março de 1971 – Tilburg
 Reino Unido  -  Bulgária  5:5 (2:1, 1:2, 2:2)
5 de março de 1971 – Heerenveen
 Romênia  –  Bélgica  21:0 (7:0, 7:0, 7:0)
5 de março de 1971 – Tilburg
 Dinamarca –  França  1:5 (0:3, 0:1, 1:1)
5 de março de 1971 – Groningen
 Países Baixos –  Hungria 3:4 (0:1, 1:1, 2:2)
5 de março de 1971 – Roterdã
 Bulgária –  Bélgica  11:1 (4:0, 4:0, 4:1)
7 de março de 1971 – Roterdã
 Dinamarca –  Hungria 0:2 (0:1, 0:0, 0:1)
7 de março de 1971 – Eindhoven
 Romênia  –  Reino Unido  11:2 (3:0, 4:1, 4:1)
7 de março de 1971 – Geleen
 Países Baixos –  França  2:9 (1:4, 0:3, 1:2)
7 de março de 1971 – Utrecht